# Отто Еутен
Отто Фредрік Еутен (норв. Otto Fredrik Authén; 1 листопада 1886 — ?) — норвезький гімнаст, срібний призер літніх Олімпійських ігор 1908.
На Іграх 1908 року в Лондоні Еутен брав участь у командній першості, у якій його збірна зайняла 2-е місце.

## Інтернет-джерела
- Отто Еутен на сайті databaseolympics.com[недоступне посилання з квітня 2019] (англ.)